# 欧仁·卡马拉
欧仁·卡马拉（法語：Eugène Camara，1942年1月21日—2019年11月23日），几内亚政治家，曾任几内亚高等教育和科学研究部长、计划部长和几内亚总理。
为平息2007年1月爆发的几内亚总罢工，几内亚总统兰萨纳·孔戴任命卡马拉为总理，这一职务2006年4月以来一直处于空缺。2007年2月26日，总统孔戴任命兰萨纳·库亚特接替卡马拉出任新一届总理。
| 前任： 塞卢·达兰·迪亚洛 | 幾內亞總理 2007年2月9日-2007年3月1日 | 繼任： 兰萨纳·库亚特 |